# T.I.
T.I. este un rapper, producător și actor american, pe numele său adevărat Clifford Joseph Harris, Jr. A devenit faimos în anul 2001, anul lansării albumului I'm Serious.

## Biografie
S-a născut în orașul Atlanta,statul Georgia în anul 1980. Până la vârsta de 14 ani a fost arestat în mai multe rânduri pentru trafic de droguri, de unde și-a luat porecla "Rubberband Man". Copilăria și-a petrecut-o în cartierul Bankhead și a fost crescut de bunicii săi.

## 2001-2002I'm Serious
În anul 2001 artistul lansează primul album oficial. Primul single extras este "I'm Serious", un featuring cu artistul jamaican Beenie Man. Ca urmare a vânzărilor slabe, T.I. a plecat de la casa de discuri Arista Records și a format Grand Hustle Entertainment.

## 2003-2005Trap MuzikșiUrban Legend
În anul 2003 lansează albumul "Trap Muzik" văzut de critici ca fiind cel mai bun album până în prezent al rapperului. De pe Trap Muzik sunt lansate 4 single-uri "24s", "Be Easy", "Rubberband Man" și "Let's Get Away".
În 2004 rapperul continuă panta ascendentă pe care se află și își încântă fanii cu un nou album numit "Urban Legend". În acel an primește numeroase premii printre care : Cel mai bun artist rap, Cel mai bun album rap etc.

## King și T.I. vs T.I.P
T.I. se lansează și în actorie cu filmul "ATL", o poveste americană clasică. În același an este lansat albumul "King" cu vânzări record pentru acesta până la acea dată, fiind nominlizat și la Premiile Grammy pentru "Cel mai bun album rap".
Pe 3 mai 2006, Philant Johnson, un apropiat al lui T.I., este omorât într-un schimb de focuri. T.I. îi aduce un omagiu acestuia prin single-ul "Live In the Sky" și mai recent, în 2008, prin "Dead and Gone".
În 2007 se lansează albumul T.I. vs T.I.P., album nominalizat din nou la Premiile Grammy. Conceptul albumului este unul original, fiind o confruntare între cele două părți ale personalității rapperului.

## 2008-prezent
T.I. își lansează cel mai recent album pe data de 30 septembrie 2008 în America. Este cel mai bine vândut album al său până în prezent, fiind certificat de 2 ori platină în America, și vânzări de peste 2 milioane de copii în toată lumea. Pe data de 22 decembrie 2009 este eliberat din închisoarea din Arkansas.

## Discografie
- I'm Serious (2001)
- Trap Muzik (2003)
- Urban Legend (2004)
- King (2006)
- T.I. vs. T.I.P. (2007)
- Paper Trail (2008)
- King Muzik (2010)[3]

## Filmografie
| An   | Titlu                              | Rol             | Regizor                         | Note                   |
| ---- | ---------------------------------- | --------------- | ------------------------------- | ---------------------- |
| 2006 | ATL                                | Rashad Swann    | Chris Robinson                  |                        |
| 2007 | American Gangster                  | Stevie Lucas    | Ridley Scott                    |                        |
| 2010 | Takers                             | Ghost           | John Luessenhop                 | Și producător executiv |
| 2013 | Identity Thief                     | Julian          | Seth Gordon                     |                        |
| 2015 | Get Hard                           | Russell         | Etan Cohen                      |                        |
| 2015 | Entourage                          | Rolul său       | Doug Ellin                      | Cameo                  |
| 2015 | Ant-Man                            | Dave            | Peyton Reed                     |                        |
| 2016 | Popstar: Never Stop Never Stopping | Rolul său       | Jorma Taccone și Akiva Schaffer |                        |
| 2017 | Noapte albă                        | Derrick Griffin | Baran bo Odar                   |                        |
| 2017 | Krystal                            | Willie          | William H. Macy                 |                        |
| 2017 | ATL 2                              | Rashad Swann    | Chris Robinson                  | producător executiv    |

| An           | Titlu                                                     | Rol            | Note                               |
| ------------ | --------------------------------------------------------- | -------------- | ---------------------------------- |
| 2005         | The O.C.                                                  | Rolul său      | Episodul: "The Return of the Nana" |
| 2008         | Entourage                                                 | Rolul său      | Episodul: "The All Out Fall Out"   |
| 2009         | T.I.'s Road to Redemption                                 | Rolul său      | Rol principal; 9 episoade          |
| 2009         | Kathy Griffin: My Life on the D-List                      | Rolul său      | Episodul: "Kathy at the Apollo"    |
| 2011–present | T.I. and Tiny: The Family Hustle                          | Rolul său      | Rol principal                      |
| 2012–14      | Single Ladies                                             | Luke           | 3 episoade                         |
| 2012         | Boss                                                      | Trey           | 8 episoade                         |
| 2012         | Hawaii Five-0                                             | Ray            | Episodul: "I Ka Wa Mamua"          |
| 2014         | House of Lies                                             | Lucas          | 6 episoade                         |
| 2016         | Roots                                                     | Cyrus          | Miniserial TV                      |
| 2016         | The Eric Andre Show                                       | Rolul său      | Sezonul 4, Episodul 1              |
| 2017         | Tom Clancy's Ghost Recon Wildlands: War Within The Cartel | Marcus Johnson | Film TV                            |
| 2017         | The Breaks                                                | Paul Anders    | Sezonul 1: 5 epsioade              |
| An           | Titlu                                                     | Rol            | Note                               |
| 2007         | Def Jam: Icon                                             | Rolul său      | Rol de voce și asemănător lui      |
| 2006         | Grand Theft Auto: Vice City Stories                       | Bryan Forbes   | Rol de voce și asemănător lui      |